# 穴井友喜
穴井友喜（日语：／ Anai Yuki，1988年11月16日—），日本女子羽毛球運動員。東京都出生，畢業於青森山田高校及専修大学，大學畢業後加入北都銀行羽毛球部。

## 簡歷
2013年3月，穴井友喜與村山祐美合作打進波蘭公開賽女雙決賽，最終以0比2（11-21、7-21）不敵另一對日本組合，屈居亞軍。2014年，穴井／村山在於法國國際賽止步四強。

## 主要比賽成績
只列出曾進入準決賽的國際賽事成績：
| 年份   | 賽事             | 公開賽級別 | 項目     | 拍檔     | 成績   |
| ------ | ---------------- | ---------- | -------- | -------- | ------ |
| 2013年 | 波蘭羽毛球公開賽 | 國際挑戰賽 | 女子雙打 | 村山祐美 | 亞軍   |
| 2014年 | 法國羽毛球國際賽 | 國際挑戰賽 | 女子雙打 | 村山祐美 | 準決賽 |

| 2007-2017年 | 首要超級賽 | 超級賽 | 黃金大獎賽 | 大獎賽 | 國際挑戰賽 | 國際系列賽 | 未來系列賽 | 其他 |

| 2018-2026年 | 總決賽 | 超級1000賽 | 超級750賽 | 超級500賽 | 超級300賽 | 超級100賽 | 國際挑戰賽 | 國際系列賽 | 未來系列賽 | 其他 |